# 郭汝霖 (嘉靖進士)
郭汝霖（1510年—1580年），字时望，号一厓、一崖，江西吉安府永丰县層山里人。明朝政治人物。

## 生平
嘉靖十九年（1540年）庚子科江西鄉試第二十七名举人，三十二年（1553年）癸丑科进士。工部观政，授行人，授吏科给事中，上《平倭十事》。升任刑科右，嘉靖三十七年（1558年）四月升吏科左给事中，賜一品服，任正使前往琉球国，册封尚元王，馈金不受，四十一年六月使还，升光禄寺少卿。四十二年五月升顺天府府丞，四十三年十二月升大理寺右少卿，四十四年六月升本寺左少卿，九月官至南京太常寺卿，隆慶元年（1567年）三月以考察致仕。終年七十一岁。著有《石泉山房集》十卷。

## 家族
祖郭崇秩。父郭朝璞。母吴氏。弟汝楫、汝梅（生员）。